# Xã Wauponsee, Quận Grundy, Illinois
Xã Wauponsee (tiếng Anh: Wauponsee Township) là một xã thuộc quận Grundy, tiểu bang Illinois, Hoa Kỳ. Năm 2010, dân số của xã này là 2.423 người.